# Criteriul de condensare (Cauchy)
În matematică, criterul de condensare (Cauchy) se aplică pentru determinarea naturii seriilor infinte. Pentru un șir pozitiv, monoton descrescător f(n), seria
{\displaystyle \sum _{n=1}^{\infty }f(n)}
este convergentă dacă și numai dacă suma
{\displaystyle \sum _{n=0}^{\infty }2^{n}f(2^{n})}
este convergentă.
Din punct de vedere geometric, suma se aproximează cu trapeze la fiecare {\displaystyle 2^{n}}.